# قره کویسو

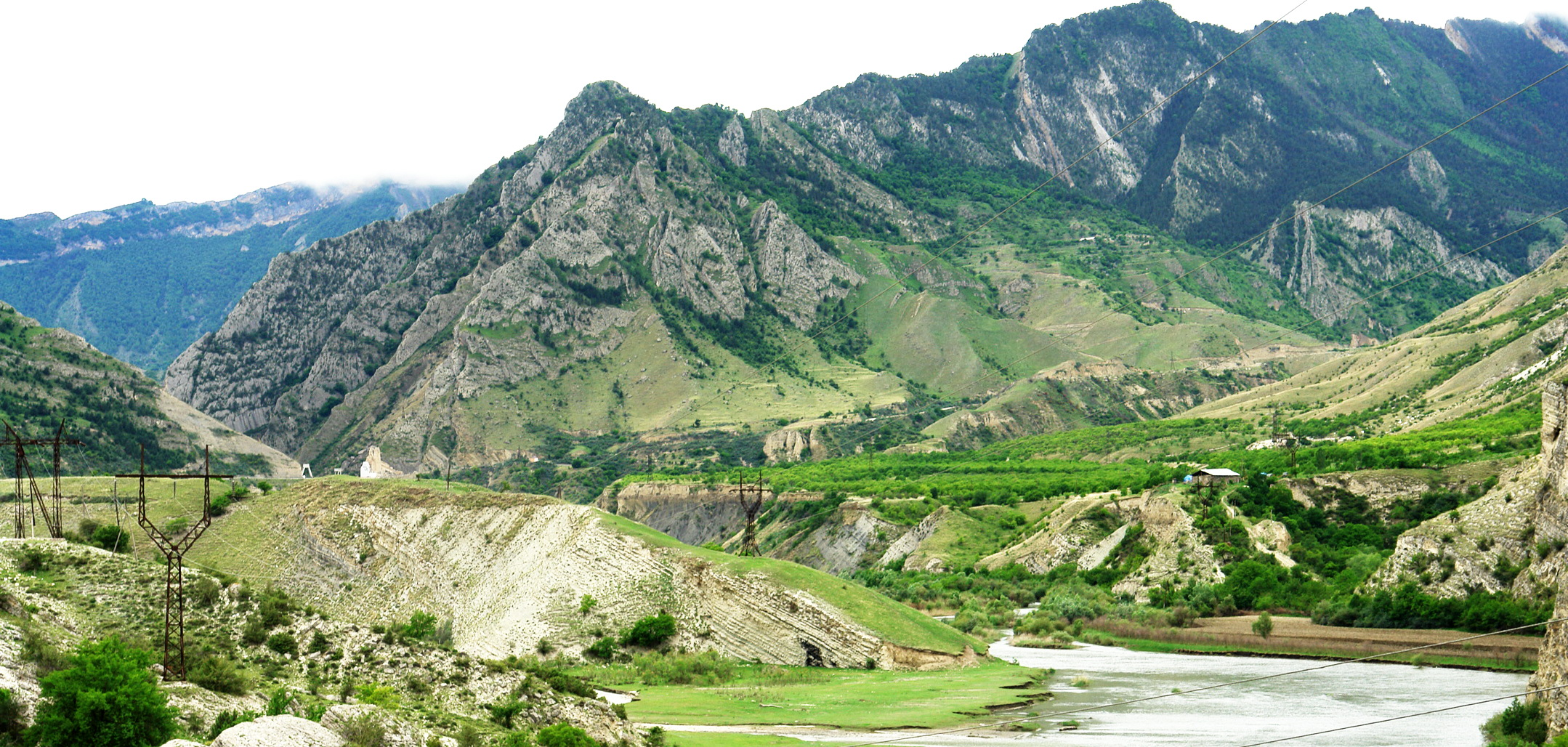
رودخانه قره کویسو

قره کویسو (به روسی: Каракойсу) رودخانه‌ای است در داغستان روسیه که از سمت جنوب به رودخانهٔ آوار کویسو می‌ریزد. این رود در شهرستان‌های چارودین، گونیب و گرگبیل جریان دارد.